# 浅野俊夫
浅野 俊夫（あさの としお、1943年（昭和18年）- ）は、日本の心理学者。専門は、実験心理学・霊長類学。愛知大学名誉教授。文学博士。

## 概要
日本における行動分析の第一人者。慶應義塾大学では小川隆、佐藤方哉の指導を受ける。
京都大学霊長類研究所ではサルやチンパンジーを対象とした実験に取り組む。その後、愛知大学教養部に着任。愛知大学では最後の教養部長を務めた。

## 人物
慶應義塾大学での指導教員は小川隆であったが、実際にはその弟子の佐藤方哉による指導がほとんどであったという。2010年に佐藤が急逝した際には、「弟子代表」として8月30日の葬儀で弔辞を読み上げている。
1968年京都大学霊長類研究所助手として採用。のちに助教授となる。
1987年からは愛知大学教養部の教授となる。なお、愛知大学に移ってからもしばらくは霊長類研究所の学外運営委員として研究所の運営に携わっている。
1997年より愛知大学教養部長。翌年に教養部が廃止されたため、最後の教養部長となった。教養部廃止後は経営学部に配置換え。2005年、愛知大学文学部に心理学コースが新設されたため、文学部に配置換え。同年、日本行動分析学会の研究会である「中部行動分析談話会」を創設し、その代表に就任。行動分析に関わる実践や研究の情報交換に取り組んでいる。
2014年に定年を迎え、愛知大学を退職。名誉教授となる。

## 略歴
- 1943年 - 鳥取県に生まれる。
- 1962年 - 鳥取県立米子東高等学校卒業
- 1966年 - 慶應義塾大学文学部卒業
- 1968年
  - 慶應義塾大学大学院社会学研究科修士課程修了。文学修士。
  - 慶應義塾大学大学院社会学研究科博士課程中途退学。
  - 京都大学霊長類研究所助手
- 1975年 - 文学博士（慶應義塾大学第804号）。学位論文の題は「ニホンザルの実験的行動分析における基礎的研究」[3]。
- 1979年 - 京都大学霊長類研究所助教授
- 1987年
  - 4月 - 愛知大学教養部教授
  - 7月 - 京都大学霊長類研究所運営委員（- 1995年6月）
- 1990年10月 - 愛知大学名古屋情報処理センター所長（- 1992年9月）
- 1997年4月 - 愛知大学理事・教養部長（- 1998年3月）
- 1998年4月 - 愛知大学経営学部教授
- 2005年4月 - 愛知大学文学部教授
- 2008年4月 - 愛知大学豊橋教学部長（- 2012年3月）
- 2014年4月 - 愛知大学名誉教授

## 所属学会
- 日本心理学会
- 日本行動分析学会
- 日本霊長類学会
- 日本基礎心理学会
- 国際行動分析学会
- 国際霊長類学会

## 著書

### 編著
- （山本淳一）『ことばと行動 言語の基礎から臨床まで』（2001年、ブレーン出版）

### 共著
- （異常行動研究会〔編〕）『行動病理学ハンドブック』（1969年、誠信書房）
- （市村真一〔編〕）『稲と農民 日本、タイ、インドネシアにおける比較研究』（1975年、京都大学東南アジア研究センター）
- （能見義博〔編〕）『学習心理学』（1976年、大日本図書）
- （佐々木正伸〔編〕）『現代基礎心理学5 学習1 基礎過程』（1982年、東京大学出版会）
- （山口薫、佐藤方哉〔編〕）『ことばの獲得 言語行動の基礎と臨床』（1983年、川島書店）
- （佐藤方哉〔編〕）『現代基礎心理学6 学習2 その展開』（1983年、東京大学出版会）
- （河合雅雄〔編〕）『霊長類学への招待 サルからヒトへの進化をめぐって』（1984年、小学館）
- （伊藤正男 (生理学者)｜伊藤正男〔編〕）『脳と意識』（1985年、平凡社）
- （異常行動研究会、岩本隆茂〔編〕）『オペラント行動の基礎と臨床 その進歩と展開』（1985年、川島書店）
- （杉本助男、佐藤方哉、河嶋孝〔編〕）『行動心理ハンドブック』（1989年、培風館）
- （坂東昌子、功刀由紀子〔編〕）『性差の科学』（1997年、ドメス書房）

### 訳書
- （G.S.レイノルズ）『オペラント心理学入門』（1978年、サイエンス社）
- （T.R.ハリディ、R.J.B.スレイター）『動物コミュニケーション 行動のしくみから学習の遺伝子まで』（1998年、西村書店）